# Паслён (хан)
Паслён (? — после 1185 года) — половецкий хан, вероятно, двоюродный брат хана Кончака. Скорее всего, был сыном Сырчана — брата отца Кончака Атрака.

## Биография
Предположительно, в 1185 году принимал участие в битве с Игорем Святославичем. Так или иначе, после данной битвы занял территории к юго-западу от Киева.
Должен был принимать участие в несостоявшемся походе Кончака в киевские земли. В дальнейшем участвовал в локальных столкновениях и стычках, в одной из которых, видимо, был убит в начале XIII века.

## Интересные факты
В честь хана Паслёна названо растение паслён, в свою очередь, давшее название семейству паслёновые.